# Francesc Miró-Sans

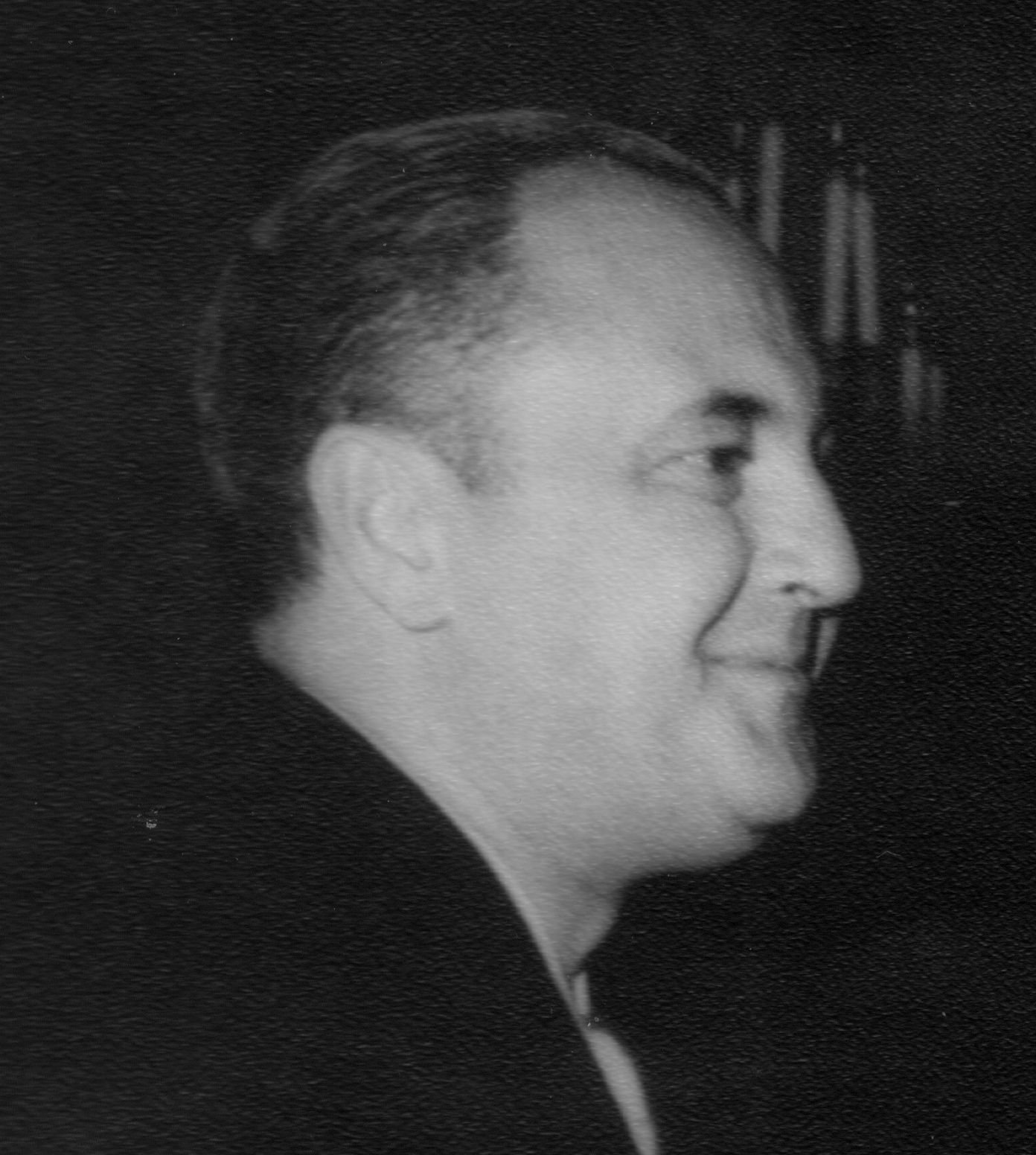
Francesc Miró-Sans

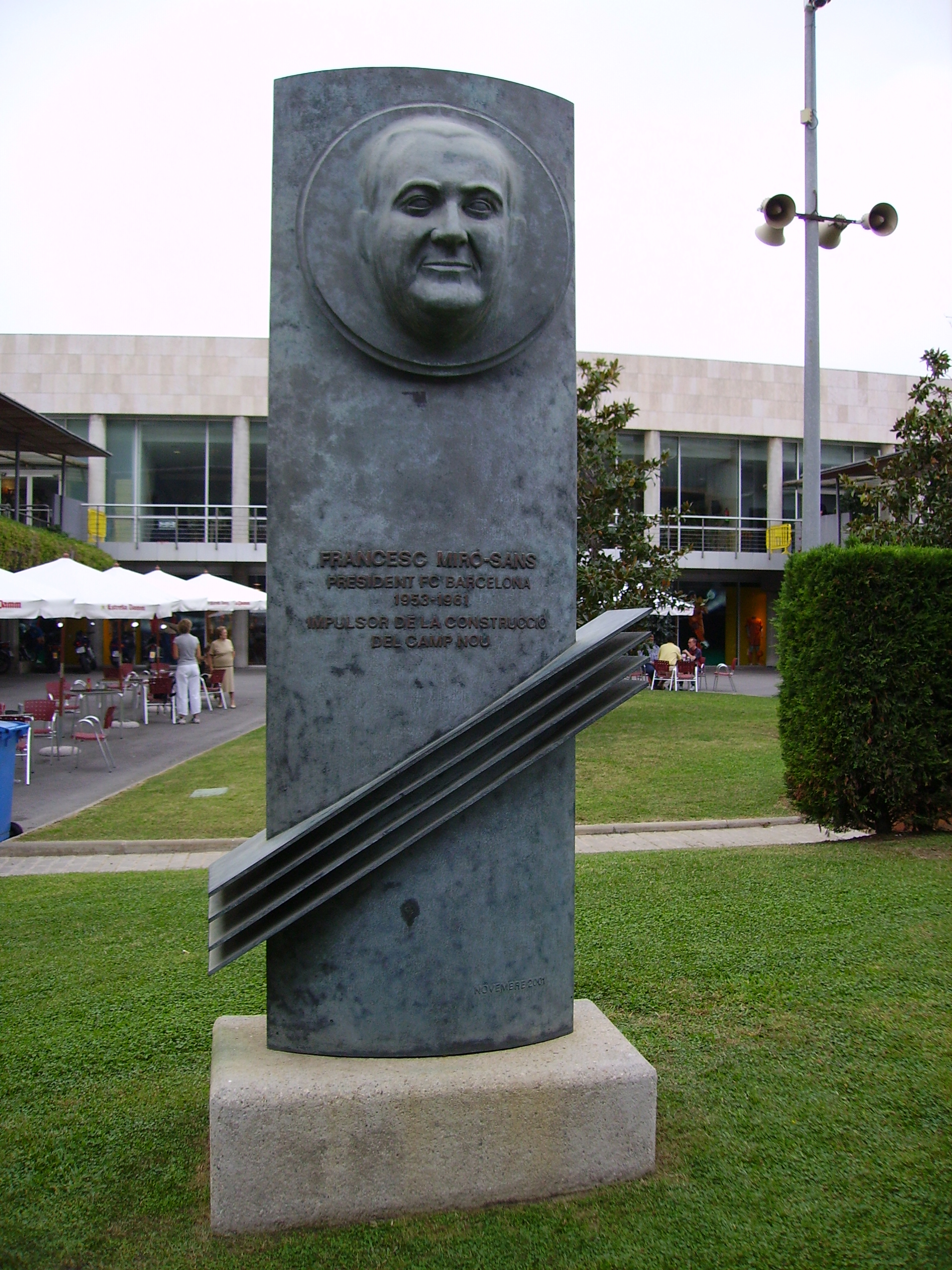
Monument voor Miró-Sans bij Camp Nou

Francesc Miró-Sans i Casacuberta (Barcelona, 1918 – aldaar?, 1989) was een Spaans zakenman en voormalige president van Futbol Club Barcelona. Hij leidde de Catalaanse topclub van 1953 tot 1961. Onder het bewind van Miró-Sans groeide FC Barcelona uit tot een Europese topclub.   
Miró-Sans was oorspronkelijk ondernemer in de textielindustrie. Hij was bestuurslid bij FC Barcelona onder president Enric Martí. Nadat Martí was opgestapt vanwege de zaak-Di Stéfano, waarin de president onder druk van het regime van Francisco Franco de Argentijnse stervoetballer Alfredo Di Stéfano moest afstaan aan aartsrivaal Real Madrid, nam Miró-Sans in 1953 deel aan de verkiezingen voor clubpresident van FC Barcelona met de slogan Wij willen en zullen een nieuw stadion hebben!. Hij vond het toenmalige stadion Camp de Les Corts te klein voor de groeiende status van de club. Miró-Sans won de verkiezingen en op 23 december 1953 trad hij aan als president. Enkele maanden later werd de eerste steen gelegd van het nieuwe stadion, dat in 1957 als Nou Estadi del Futbol Club Barcelona werd geopend maar al snel de naam Camp Nou kreeg.  
Hoewel Real Madrid tijdens het bewind van Miró-Sans de dominante Spaanse club was, groeide FC Barcelona onder leiding van Miró-Sans uit tot een Europese topclub. Naast twee landstitels (1959, 1960) en twee Copas del Generalísimo (1957, 1959) won Barça de eerste twee edities van de Jaarbeursstedenbeker, de voorloper van de UEFA Cup. In 1960 was FC Barcelona de eerste club die Real Madrid in het Europa Cup I-toernooi wist uit te schakelen en de club was in 1961 verliezend finalist in dit Europese bekertoernooi. 
In 1958 was Miró-Sans de eerste clubpresident in de geschiedenis die herkozen werd. Een aantal van zijn beslissingen leidde echter tot kritiek binnen de club. Uiteindelijk werd zijn positie als president onhoudbaar en op 28 februari 1961 diende Miró-Sans zijn ontslag in.